# Dance of the Evil Toys
Dance of the Evil Toys ist ein Musikalbum der Formation Tarbaby, das Eric Revis, Nasheet Waits und Orrin Evans bilden. Die mit Gästen entstandenen Aufnahmen erschienen am 17. Juni 2022 auf Clean Feed Records.

## Hintergrund
Tarbaby ist ein kollektives Trio, das 2006 von dem Pianisten Orrin Evans, dem Bassisten Eric Revis und dem Schlagzeuger Nasheet Waits gegründet wurde. Jeder der drei Musiker bringt Kompositionen ein, aber sie interpretieren auch gelegentlich Coverversionen, notierte Phil Freeman (beispielsweise interpretierten sie auf ihrem Debütalbum The End of Fear (2010) „Sailin‘ On“ von den Bad Brains und „Lonesome Me“ von Fats Waller).
Im Regelfall beteiligt das Trio Bläser an seinen Projekten; der Altsaxophonist Oliver Lake ist sein häufigster Gast. Er war bereits an den beiden vorhergehenden Alben von Tarbaby, Ballad of Sam Langford und Fanon (beide 2013) beteiligt; er wirkte auch auf Dance of the Evil Toys mit, ebenso wie der Trompeter Josh Lawrence.

## Titelliste
- Tarbaby: Dance of the Evil Toys (Clean Feed Records)

1. Blessed Ones the Eternal Truth (Trudy Pitts) 3:20
2. Bonu (Oliver Lake) 5:46
3. Bumper (Oliver Lake) 4:08
4. Dance of the Evil Toys (Eric Revis) 4:34
5. JRMJ 1:11
6. KE-KELLI (Nasheet Waits) 8:21
7. House of Leaves 5:09
8. Paix 5:27
9. Purple (Josh Lawrence) 4:22
10. Round Robin 3:43
11. Sometimes It Snows in April (Prince) 4:26

Wenn nicht anders vermerkt, stammen die Kompositionen jeweils von Orrin Evans, Eric Revis und Nasheet Waits.

## Rezeption
Das Album beginnt mit einer Version von Trudy Pitts’ „Blessed One“, auf der Evans singt, und endet mit einer schmerzhaft langsamen, rein instrumentalen Interpretation von Prince’ „Sometimes It Snows in April“, schrieb Phil Freeman in Stereogum; dazwischen bekomme man mehrere Kompositionen von jedem Gruppenmitglied zu hören, zwei von Lake und eine von Lawrence. Dies sei das zweite Mal, dass Revis’ Titel „Dance of the Evil Toys“ aufgenommen worden ist; er eröffnete auch das letzte Album von Branford Marsalis, The Secret Between the Shadow and the Soul aus dem Jahr 2019. Dort war es eine schnelle Nummer, und der Saxophonist ging stürmisch los; anders auf dem Album von Tarbaby, wo die Trompete von Lawrence schrill und wild sei und aus mehreren Richtungen auf den Zuhörer zukomme, während Evans und Waits die Akkorde und den Rhythmus in faustgroße Stücke zerlegten.
Der Rezensent von JazzBluesNews verweist darauf, dass das Trio bereits einmal „Blessed One“ aufgenommen hat, 2001 auf dem gleichnamigen Album des Orrin Evans Trios. Was wir diesmal hörten, sei eher eine sehr schöne Soul/Hip-Hop-Neuinterpretation. Der Rest des Albums sei eine Art „Wörterbuch des aktuellen Jazz, in dem das Saxophon eine führende und vordergründige Rolle spielt“. Auf dem Album gehe es durch verschiedene Umgebungen, wie bei einer Zugfahrt, bei der sich die Landschaft ändere. „Bonu“ etwa sei ein langsames apollinisches Thema, das immer wieder dieselbe Phrase wiederholt, als müsse es sich entfalten; „JRMJ“" sei fast loungeartig, „KE-KELLI“ sehr abstrakt. Gezogen werde dieser Zug von Lake, dessen Rolle als „redseliger Saxophonist“ der Kritiker heraushebt.
Jackson Sinnenberg schrieb in JazzTimes, mehr Alben sollten mit einem Anrufungsstück beginnen. Diese Art von Musik, wie die Eröffnungshymne von Trudy Pitts’ „Blessed Ones of the Eternal Truth“ verleihe allem, was danach folgt, eine zutiefst heilige Atmosphäre. Es sei zwar fast 10 Jahre her, seit Tarbaby seine letzten Veröffentlichungen (mit Ballad of Sam Langford and Fanon, 2013) herausgebracht habe, aber die Gruppe habe ihren Touch fürs Komponieren nicht verloren und Musik zu spielen, die den zarten Tanz des Lebens zwischen Zwietracht und Harmonie einfange. Oliver Lake unterstütze die Erkundungen der Gruppe in Musik, die mit Zeit, Textur und Tonalität spiele, aber nie wirklich die Bop- und Postbop-Tradition verlasse.